# Christiane Schmidt-Rose

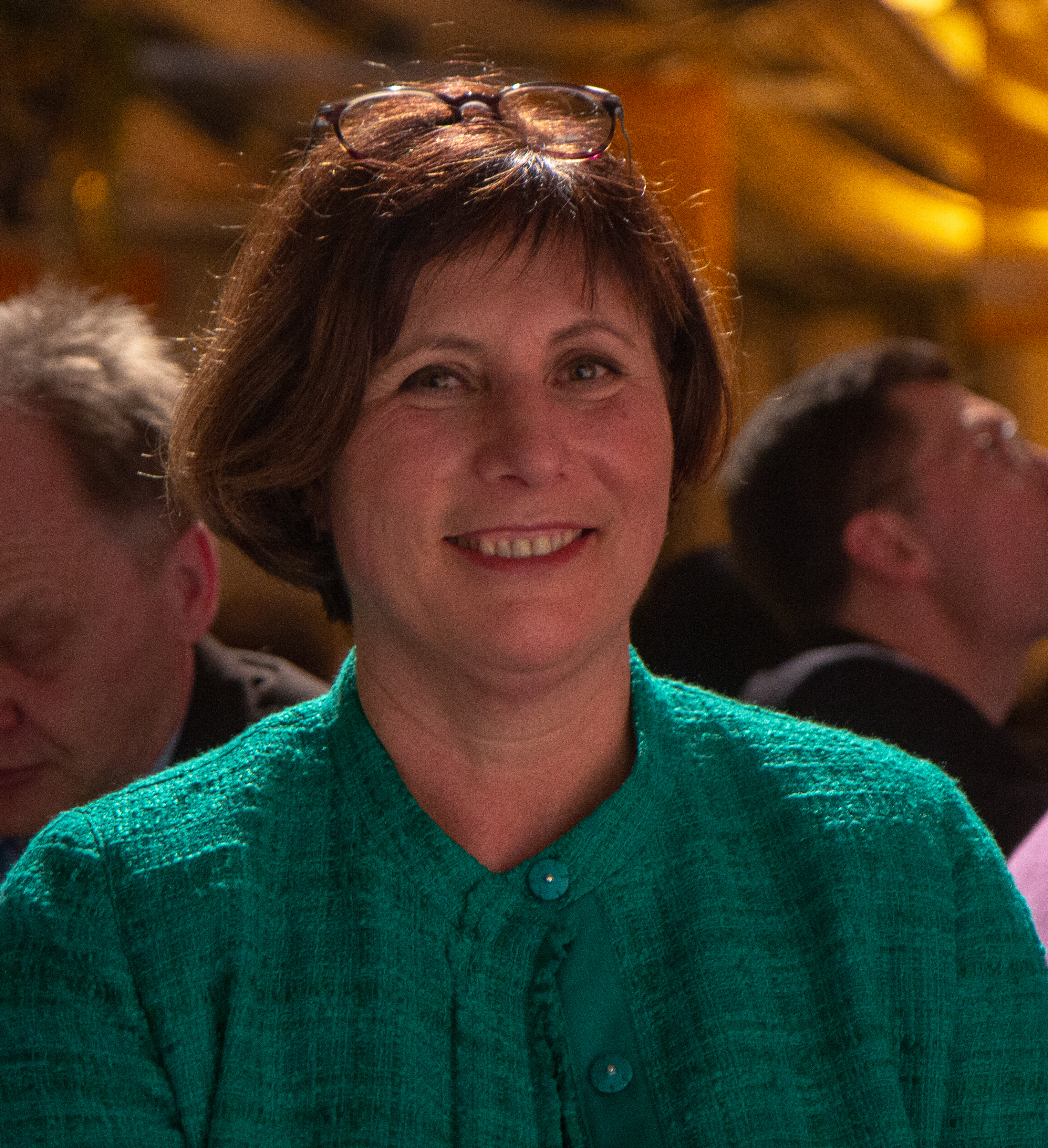
Christiane Schmidt-Rose, 2019

Christiane Schmidt-Rose (* 1959 in Olpe) ist eine deutsche Politikerin der CDU und seit 2018 Landrätin im thüringischen Landkreis Weimarer Land. Seit dem 4. November 2023 ist Schmidt-Rose die Kreisvorsitzende des CDU-Kreisverbandes Weimarer Land.

## Werdegang
Schmidt-Rose ist studierte Gartenbauingenieurin.
1994 zog die gebürtige Sauerländerin nach Thüringen und folgte damit ihrem Mann, der im Finanzministerium eine Stellung erhielt. Sie arbeitete einige Jahre als selbstständige Sachverständige für den Gartenbau, bevor sie nach ihrem Wechsel an die Lehr- und Versuchsanstalt Erfurt Abteilungsleiterin der Anstalt wurde.
Schmidt-Rose war kommunalpolitisch in ihrer Heimat aktiv. Bei der Landratswahl 2006 kandidierte sie für das Amt als Landrätin, unterlag jedoch gegen den Amtsinhaber Hans-Helmut Münchberg. Bis zu ihrer Wahl zur hauptamtlichen Beigeordneten mit Schwerpunkt Bildung 2013 leitete Schmidt-Rose den Finanzausschuss des Kreises. Fünf Jahre  leitete sie darauf die Schulverwaltung im Landkreis.
2018 kandidierte Schmidt-Rose erneut für das Amt als Landrätin. Im ersten Wahlgang erreichte sie mit 60,4 Prozent der abgegebenen Stimmen die absolute Mehrheit und folgte damit auf Münchberg an der Spitze der Kreisverwaltung.
Im Juli 2023 wurde bekannt, dass Schmidt-Rose auch 2024 erneut für das Amt als Landrätin kandidieren will.
Am 4. November 2023 trat sie die Nachfolge von Mike Mohring als Kreisverbandsvorsitzende des CDU-Kreisverbandes Weimarer Land an.
Schmidt-Rose ist Mutter zweier erwachsener Kinder.